# Acronicta fuscalis
Acronicta fuscalis är en fjärilsart som beskrevs av Barnes och Benjamin 1924. Acronicta fuscalis ingår i släktet Acronicta och familjen nattflyn. Inga underarter finns listade i Catalogue of Life.